# Cheval au Chili
Le cheval au Chili (espagnol : caballo) est surtout destiné au travail avec le bétail et à la traction de véhicules hippomobiles. Le Chilien constitue la variété locale de chevaux destinés à ces activités.

## Histoire
Des fossiles de chevaux sauvages datant de la Préhistoire ont été retrouvées sur tout le continent américain, mais le cheval disparaît environ 10 000 ans av. J.C., peut-être sous la pression de la chasse des populations humaines. L'espèce est réintroduite par des explorateurs et des colons européens sous sa forme domestique, au XVe siècle.
Le cheptel de chevaux chilien doit son existence au cheval colonial espagnol amené vers les Amériques en transitant par les Caraïbes.
Vers 1840, des chevaux chiliens sont exportés vers la Polynésie française, d'où naîtra le cheval des Marquises.

## Pratiques et usages

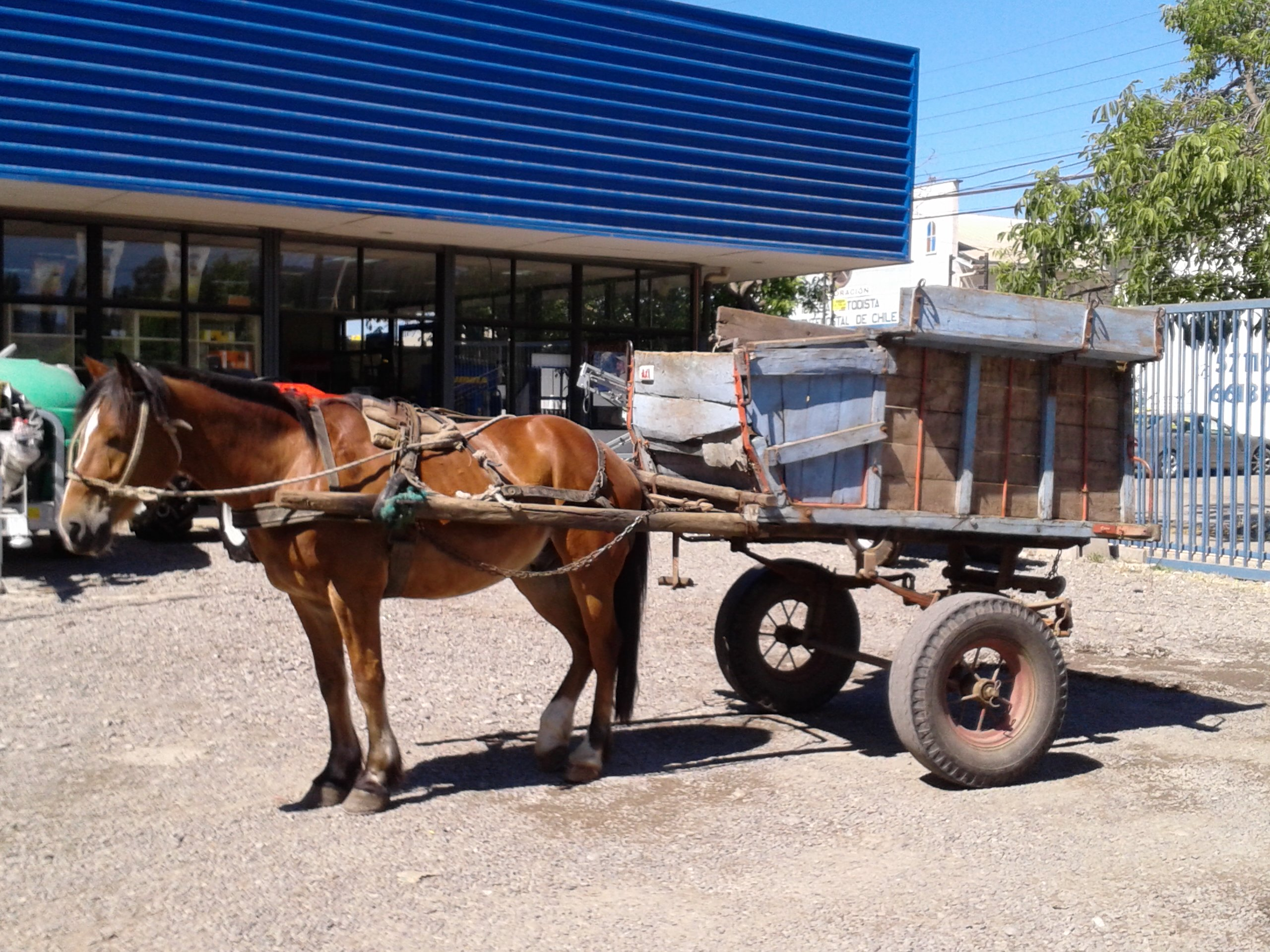
Cheval de travail au Chili.

Dans le sud du Chili, les chevaux de traction qui travaillent en milieu urbain jouent un rôle économique important pour les familles (2008). Il s'agit généralement de petits chevaux robustes, éloignés du modèle du cheval de trait européen. La majorité des problèmes sont liés aux soins des pieds des chevaux et à leurs apports en nourriture.
Le sport hippique est aussi pratiqué au Chili, notamment à Concepción.

## Élevage

Cavalière et cheval ibérique à l'école d'Art équestre du Chili.

La base de données DAD-IS répertorie quatorze races de chevaux élevées au Chili, toutes localement adaptées ou importées vers ce pays : l'Ardennais, le Trait belge, le Chilien, le Chilote, le Quarter Horse, le Pur-sang anglais, le Selle français, le Hackney, le Hanovrien, le Holsteiner, l'Oldenbourg, le Percheron, l'Arabe et le Puno Pony, importé d'Espagne.
Le stud-book du Criollo chilien est ouvert aux échanges avec d'autres reproducteurs de cette race dans les pays d'Amérique du Sud. Comme la plupart des Criollo, celui du Chili est destiné au travail avec le bétail. 
Les analyses ADN ont prouvé une proximité entre le Galiceno et le Chilote. 

### Maladies et parasitisme
Les chevaux urbains du centre du Chili peuvent être vecteurs d'une zoonose de la famille des Leptospira. 30,63 % des chevaux testés pour les besoins d'une étude en 2016 sont séropositifs, dont 23, 31 % des chevaux de l'armée. La forme la plus fréquente est Ballum, suivie de Canicola.